# Hugo Kaeker
Hugo Kaeker (* 9. Mai 1864 in Gartz (Oder); † 18. Oktober 1940 in Stettin) war ein deutscher Schullehrer und Schriftsteller.

## Leben und Wirken
Kaeker lebte ab 1885 in Stettin, wo er ab 1890 als Schulrektor, ab 1913 als Mittelschulrektor arbeitete. Im Ersten Weltkrieg war er 1914 als Freiwilliger mit dem Roten Kreuz in Belgien und Frankreich. 
Er veröffentlichte als Schriftsteller unter anderem Gedichte, von denen einige durch den Stettiner Sänger und Komponisten Philipp Gretscher vertont wurden. Gemeinsam mit seinem Stettiner Kollegen Hermann Ploetz veröffentlichte er 1925 drei kleine Auswahlbände „Pommersche Heimatdichtung“. Vier Beiträge von Kaeker wurden 1926 unter dem Titel „Pommersche Heide, pommersches Moor“ im Sender Stettin gesendet.

## Werke (Auswahl)
- als Herausgeber: Gedichte. (von Ludwig Giesebrecht), 4. Auflage, Verlag von Franz Wittenhagen’s Buchhandlung, Stettin 1904, urn:nbn:de:gbv:9-g-5275736.
- Unter dem Roten Kreuz. Gedichte aus eiserner Zeit. Fischer & Schmidt, Stettin 1917.
- Vom Land am Meer. Ein Büchlein von Holden und Unholden.  Norddeutscher Verlag für Literatur und Kunst, Stettin 1919.
- mit Hermann Ploetz: Pommersche Heimatdichtung. 3 Bände. Herrcke & Lebeling, Stettin 1925.